# Скейтбординг на літніх Олімпійських іграх 2024 — парк (чоловіки)
Змагання з парк-скейтбордингу серед чоловіків на літні Олімпійських іграх 2024 у Парижі відбулися 7 серпня на Площі Згоди.

## Результати

### Фінал
Результати фіналу:
| Місце | Скейтбордист    | Країна          | Спроба | Спроба | Спроба | Нотатки |
| Місце | Скейтбордист    | Країна          | 1      | 2      | 3      | Нотатки |
| ----- | --------------- | --------------- | ------ | ------ | ------ | ------- |
| 1     | Кіґан Палмер    | Австралія (AUS) | 93.11  | 63.66  | 65.20  |         |
| 2     | Том Шаар        | США (USA)       | 90.11  | 92.23  | 83.08  |         |
| 3     | Аугусту Акіо    | Бразилія (BRA)  | 2.66   | 81.34  | 91.85  |         |
| 4     | Педру Баррус    | Бразилія (BRA)  | 22.10  | 86.41  | 91.65  |         |
| 5     | Тейт Кер'ю      | США (USA)       | 18.06  | 91.17  | 71.46  |         |
| 6     | Алекс Сордженте | Італія (ITA)    | 22.80  | 84.26  | 63.76  |         |
| 7     | Луїджі Сіні     | Бразилія (BRA)  | 19.70  | 2.36   | 76.89  |         |
| 8     | Кіфер Вілсон    | Австралія (AUS) | 40.03  | 32.73  | 58.36  |         |